# Yolande de Lalaing
Yolande de Lalaing (en néerl. Yolande van Lalaing) (Lallaing, vers 1422 - Vianen, 15 août 1497) est la fille aînée de Guillaume de Lalaing et de son épouse Johanna van Créquy, épouse de Renaud II de Brederode et dame du château de Brederode.

## Biographie
Lorsqu'en 1433 son père séjourne à la cour d'Isabelle de Portugal, épouse de Philippe le Bon (entre autres à la suite d'Hugues de Lannoy et à partir de 1436 comme chevalier d'honneur), il prend ses filles Yolande et Isabelle avec eux afin de leur donner une éducation bourguignonne.
Lorsque son père fut nommé nouveau stathouder de Hollande et de Zélande (nl) en 1440, Yolande déménagea avec lui à La Haye. Cependant, son père a été si impliqué dans les guerres des Hameçons et des Cabillauds qu'il serait finalement remplacé en 1445. Guillaume avait conclu le 28 novembre 1445 les conditions du mariage de Renaud II de Brederode, seigneur de Brederode et Vianen et partisan du parti des Hameçons, et de sa fille aînée Yolande. Il donna à sa fille douze mille schilden ou écus bourguignons en dot et lui promit un héritage de neuf mille schilden en plus.
Yolande a maintenant déménagé au château de Batestein à Vianen, la résidence principale de son mari. C'est à cet endroit qu'elle donne naissance à ses filles Josina, Johanna, Walravina et Anna. Ce n'est qu'en 1462 qu'elle enfanta un fils nommé Walrave. Puis, un deuxième fils, Frans, suivit en 1465 et, enfin une fille en 1466, du nom de sa mère Yolande. Yolande a également déménagé régulièrement de Vianen à Utrecht, où son mari Renaud et son frère Gilbert, alors vicaire d'Utrecht, avaient également des biens.
Au lendemain de la guerre d'Utrecht (nl), son mari fut emprisonné par David de Bourgogne, évêque d'Utrecht et fils bâtard de Philippe le Bon, et il fut soumis à la question avec son frère et son fils bâtard dans le château de Duurstede. Entre-temps, Yolande avait repris la gestion des différents domaines de la Maison de Brederode. Renaud fut finalement libéré sur ordre du nouveau duc Charles le Téméraire, mais mourut des suites de ses blessures le 16 octobre 1473.
Reinoud a nommé Yolande sur son lit de mort comme tutrice de ses deux fils, car ils étaient mineurs. Cependant, sa tutelle a été contestée par les fils bâtards de Renaud, son frère Gilbert ainsi que son cousin Reynier van Broeckhuysen (nl). Yolande réussit à défendre ses droits d'abord avec succès, notamment par l'intermédiaire du prieur du monastère des Carmélites de Haarlem, Jan Gerbrantszoon, réalisant un ouvrage intitulé Kronyk der Heeren van Brederode (Chronique des seigneurs de Brederode), pour défendre ses prétentions et dans lequel les actions de Renaud étaient décrites à titre d'exemple à l'attention de ses enfants, mais aussi que la lignée des Brederode descendait de la noblesse troyenne (une revendication faite par plusieurs familles nobles à l'époque). Mais lorsque Charles le Téméraire a été tué à la bataille de Nancy en 1477, Reynier van Broekhuizen a pris possession de la ville et du château de Vianen par la force. Il a également réussi à capturer son fils Walrave et deux de ses filles. Yolande dut observer avec tristesse comment Reinier gérait les domaines de la maison de Brederode et en détournait les revenus jusqu'à ce que Walrave ait atteint l'âge de la majorité (1480).
Elle part alors vivre au château de Brederode à Santpoort, qui faisait partie de son veuvage. Une fois installée là-bas, elle semble ne plus prendre part à la politique. Par exemple, elle n'a pas interféré officiellement lors de la guerre du jonker Frans (nl) (un soulèvement du parti Hameçons), du nom de son fils Frans, à laquelle il a participé et dans laquelle il a été tué en 1490.
Vers 1460, elle fit réaliser un livre d'heures richement enluminé par un enlumineur, connu sous le nom de Maître de Yolande de Lalaing (nl), et qui travaillait à Utrecht. Cette œuvre se trouve maintenant à la Bibliothèque Bodléienne (Oxford, Bodleian Library, Douce 93) et regorge d'héraldique de la maison de Brederode et de ses emblèmes (têtes de sanglier et branches enflammées).
Yolande de Lalaing fermera définitivement les yeux au château Batenstein le 15 août 1497.

## Progéniture
De son mariage avec Renaud II de Brederode, sont issus les enfants suivants :
- Josina de Brederode ± 1447-?
- Jehanne de Brederode ± 1450-?
- Walravina de Brederode ± 1455-± 1500
- Anne de Brederode ± 1460-?
- Walrave II de Brederode 1462-1531, son successeur
- Frans van Brederode 1465-± 1490, connu pour la guerre du jonker Frans (nl).
- Yolande de Brederode ± 1467-?

## Sources
- H. Cools, Mannen met macht: edellieden en de moderne staat in de Bourgondisch-Habsburgse landen (1475-1530), Zutphen, 2001.
- M. Damen, De staat van dienst: de gewestelijke ambtenaren van Holland en Zeeland in de Bourgondische periode (1425-1482), Hilversum, 2000.
- A. Janse, art. Lalaing, Yolande van, in Digitaal Vrouwenlexicon van Nederland ; consulté le 7 novembre 2020.